# Charles Neyroud
Charles Neyroud, né à La Rippe-sur-Nyon en 1863 et mort à Varsovie le 6 février 1913, est un enseignant et traducteur vaudois.

## Biographie
Charles Neyroud, après des études classiques au collège cantonal de Lausanne, puis supérieures au lycée de Besançon (rhétorique) et de Dijon (philosophie) où il obtient son grade de bachelier ès lettres, part enseigner en Russie au collège de Novozybkov ; de là il passe à Kiev, puis à Varsovie. Dans cette ville il donne une conférence pour l’Alliance française de Varsovie sur le Léman et ses rives. Il voyage en Palestine, en Égypte, à Constantinople, en Algérie. 
Possédant parfaitement le russe et le polonais, Charles Neyroud sera l'un des premiers à faire connaître au public de langue française la littérature slave moderne. Avec la collaboration du professeur Lacroix, il écrit divers livres destinés à l’enseignement du français en Russie. 
Membre du Club alpin suisse, traducteur remarqué de F. Dostoïesvsky, Henrik Sienkiewicz, Léon Tolstoï et Théodore Rechetnikov, Charles Neyroud décède subitement à Varsovie le 6 février 1913.

## Sources
- « Charles Neyroud », sur la base de données des personnalités vaudoises sur la plateforme « Patrinum » de la Bibliothèque cantonale et universitaire de Lausanne.